# Anisodes semicompleta
Anisodes semicompleta là một loài bướm đêm trong họ Geometridae.